# Panamomops sulcifrons
Panamomops sulcifrons là một loài nhện trong họ Linyphiidae. Chúng được Wider miêu tả năm 1834.